# Torre Reloj Barón
La Torre Reloj Barón es una torre ubicada en el barrio El Almendral de la ciudad chilena de Valparaíso, específicamente al comienzo de la Avenida España. Faltándole actualmente uno de sus niveles originales, es lo único que se conserva de la antigua Estación Barón, la primera estación de ferrocarril construida para conectar Valparaíso y Santiago, en 1852, a partir de la cual comenzó una importante comunicación ferroviaria entre la ciudad-puerto y la capital del país.
Fue declarada Monumento Nacional de Chile en 1972, en la categoría de Monumento Histórico.

## Historia

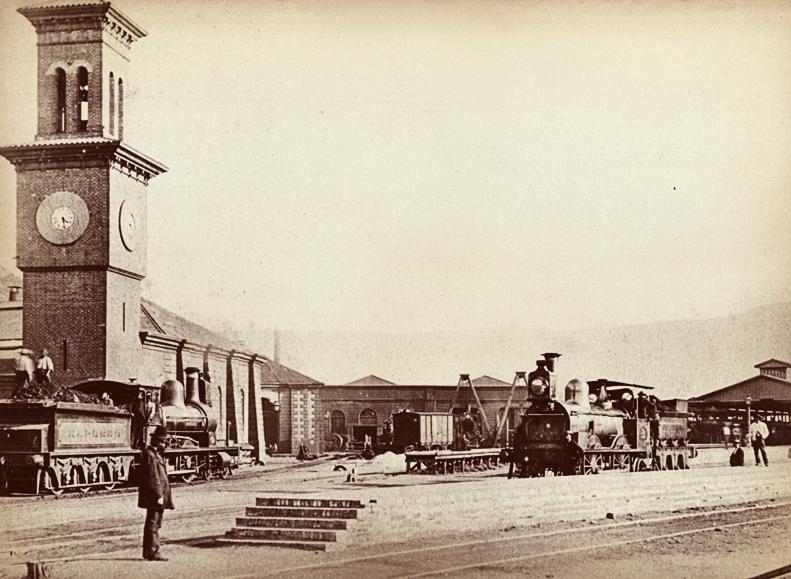
La antigua Estación Barón con su torre, c.

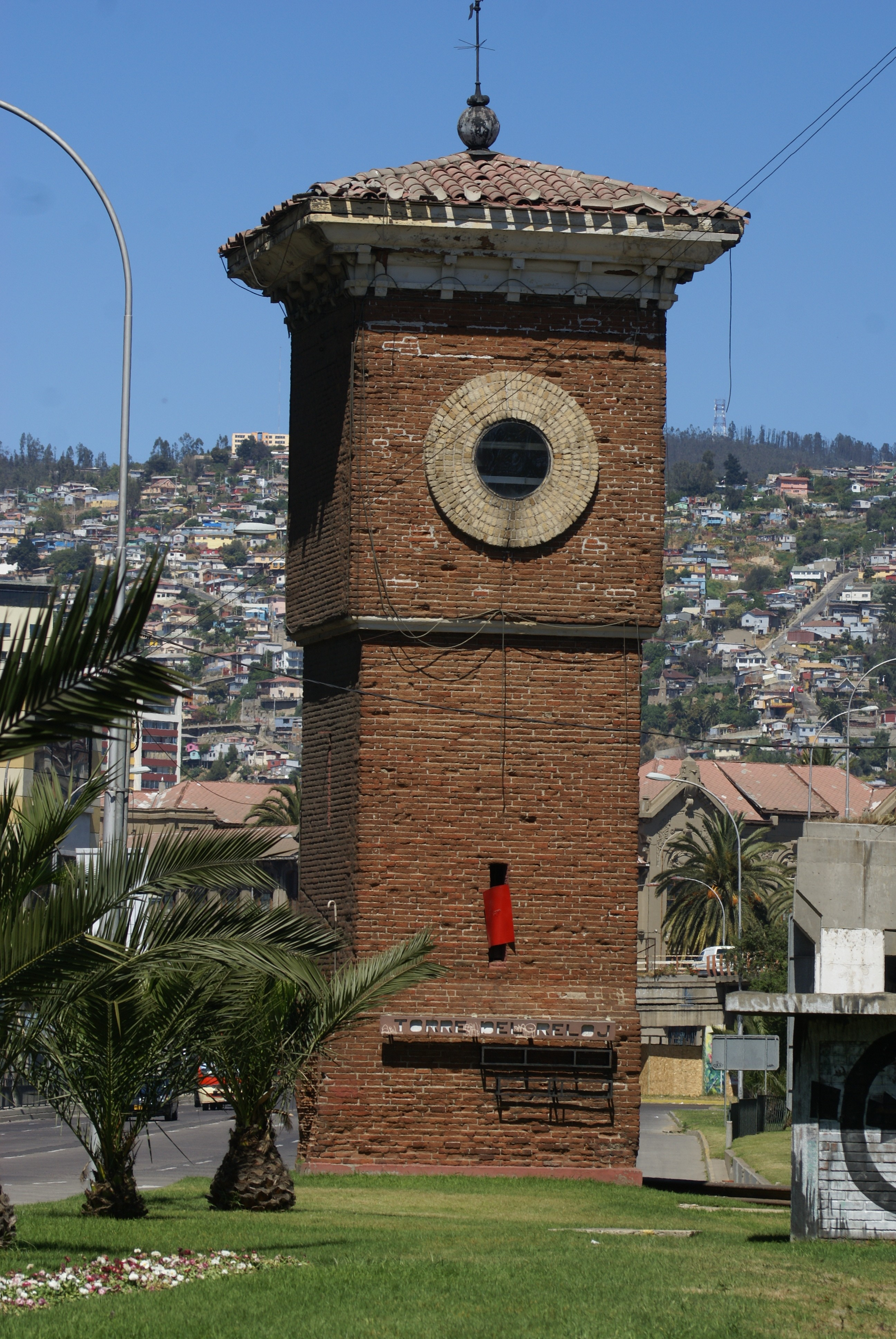
La torre en 2006.

La torre se construyó en 1852, junto a la edificación de la Estación Barón, estación terminal del recorrido hasta Valparaíso, sobre un puente apoyado en los muros de canalización del Estero de las Delicias. Luego del bombardeo de Valparaíso perpetuado en 1866 por la escuadra española del brigadier Casto Méndez Núñez, fue parcialmente destruida, por lo que debió ser reconstruida.
La ubicación de esta estación fue un importante aliciente para la población de este sector de la ciudad durante la segunda mitad del siglo XIX.
En los años 2000, la conservación de la torre estuvo a cargo de la Municipalidad de Valparaíso y del Metro de Valparaíso. Sin embargo, el reloj estuvo defectuoso durante largos años. En 2010 se anunció su reparación, de la mano del alcalde Jorge Castro y de la empresa Cencosud. El reloj se retiró y se esperaba su reinstalación para noviembre de ese año. Sin embargo, al menos hasta fines de 2018, se desconocía su paradero, quedando el caso en manos de la Policía de Investigaciones de Chile. En julio de 2023, se limpiaron su entorno y su fachada, mientras que en noviembre de 2024, el Consejo Municipal de Valparaíso aprobó adjudicarle a la empresa Massardo y Patrimonio Chile la licitación para la restauración de la torre, por un monto de $113 800 000 de pesos. Sin embargo, la decisión causó controversia, dado que la misma empresa ya había sido rechazada para la restauración del Ascensor Lecheros, por no tener en el Servicio de Impuestos Internos inicio de actividades en el giro correspondiente para dichas tareas.

## Características
La versión actual que se conserva tras la reconstrucción de 1866 mide aproximadamente 15 metros de altura, y está hecha de cal y ladrillo, con techo de madera, fierro galvanizado y tejas.
La torre cuenta con un reloj de tres esferas que miran hacia el cerro Barón, el mar y el sector de Yolanda. De fabricación inglesa, conserva su maquinaria original, si bien algunas de sus piezas han debido ser reemplazadas con el tiempo. El péndulo pesa 10 kilogramos y la cuerda permite un funcionamiento de una semana.